# Cap Nord (film, 2007)
Pour plus de détails, voir Fiche technique et Distribution.
Cap Nord est un film français réalisé en 2007 par Sandrine Rinaldi, sorti en 2012.

## Fiche technique
- Titre : Cap Nord
- Réalisation : Sandrine Rinaldi
- Scénario et dialogues : Sandrine Rinaldi
- Photographie : Sébastien Buchmann
- Son : Cédric Deloche
- Montage : Terry McKay, Emmanuelle Gabet
- Production : Red Star Cinéma - Château Rouge Production
- Pays :  France
- Durée : 61 minutes
- Date de sortie : France, 18 avril 2012

## Distribution
- Laurent Lacotte
- Sabrina Seyvecou
- Lucia Sanchez
- Guillaume Verdier
- Marie-Claude Treilhou
- Valérie Donzelli